# Тім Джонсон
Пі́тер Ті́моті «Тім» Джо́нсон (англ. Timothy Peter «Tim» Johnson; 28 грудня 1946, Кантон, Південна Дакота — 8 жовтня 2024) — американський політик, член Демократичної партії. Він був членом Сенату США від Південної Дакоти з 1997 по 2015 роки.
У 1975 році Джонсон отримав ступінь доктора права в Університеті Південної Дакоти і був членом Палати представників штату з 1979 по 1982, а потім Сенату з 1983 по 1986 роки. Він представляв Південну Дакоту в Палаті представників США з 1987 по 1997 роки.
Джонсон одружений і має двох дітей. Він є лютеранином.